# HWP Haarlem
HWP Haarlem (voluit: Het Witte Paard Haarlem) is een schaakvereniging in Haarlem. De club werd opgericht in 1938. In het seizoen 2025/26 speelt het eerste team van Het Witte Paard in de Meesterklasse, de hoogste Nederlandse schaakcompetitie. 

## Geschiedenis
Het Witte Paard werd op 17 februari 1938 door een dertigtal lieden opgericht als de Rooms-Katholieke schaakvereniging "Het Witte Paard". In die periode was het schaken in Nederland in opkomst. Max Euwe was in 1935 wereldkampioen geworden. Er ontstonden in de periode daarna veel nieuwe schaakverenigingen. De oprichting viel tevens samen met de crisisjaren, waarin de werkloosheid in Nederland hoog was. De oprichters, zelf niet geëmployeerd, waren het niets doen beu en besloten daarom een schaakvereniging op te richten.
In de beginjaren speelde Het Witte Paard in de Diocesane Schaakbond tegen andere Rooms-katholieke verenigingen. Ook was er een interne competitie voor leden.  
In 1941, toen Nederland bezet was door de Duitsers, staakten de officiële clubactiviteiten tijdelijk. Wel werd nog clandestien samengekomen. Na de bevrijding in 1945 werden de clubactiviteiten hervat.
In 1946 trad de club toe tot de Noord-Hollandse Schaakbond, en ging ook spelen in diens competitie.
Het Rooms-Katholieke karakter behield de club tot in de jaren 60. Daarna ontdeed Het Witte Paard zich van dat imago en stelde de club zich ook open voor schakers van een andere godsdienst of levensbeschouwing. Wel bleven lange tijd nog veel leden van katholieke huize.
In 1997 promoveerde Het Witte Paard voor de eerste maal naar de KNSB-competitie. De KNSB vond dat de naam Het Witte Paard te veel verwarring kon opleveren met streekgenoot Het Witte Paard Zaanstad. Daarom werd de club vanaf toen aangeduid als HWP Haarlem. De statutaire en officiële naam bleef echter Het Witte Paard.
In 2003 ging de jeugdafdeling van start.
Tussen 1982 en 2004 had HWP Haarlem een clubblad, onder de naam De Ruif. De Ruif werd vervangen door een nieuwsbrief, die tot 2008 werd uitgegeven. Vanaf het seizoen 2004/05 geeft de club seizoensboeken uit. In 2013 verscheen een jubileumboek.

### Competitie
In de eerste 40 jaar van het bestaan was de club nooit een hoogvlieger. In het jubileumjaar 1968 werd weliswaar het kampioenschap in de eerste klasse van de NHSB-competitie en daarmee promotie naar de promotieklasse gerealiseerd, maar het verblijf op het hoogste regionale niveau bleef beperkt tot één seizoen en een seizoen later moest de club zelfs weer afdalen naar de Tweede Klasse. 
Vanaf de jaren 90 zou de club toch de weg omhoog inzetten. In het seizoen 1990/91 werd opnieuw promotie naar de promotieklasse afgedwongen, dit keer met permanent succes. In het seizoen 1996/97 werd de club kampioen van de Noord-Hollandse Schaakbond en verwierf daarmee een plek in de Derde Klasse KNSB. In datzelfde jaar werd de NHSB-beker gewonnen. 
Het seizoen 1999/00 was een rampjaar. Er degradeerden toen vier HWP-teams, waaronder het eerste team. In 2002 keerde de club weer terug naar de KNSB-competitie. In 2009 koerste de club door naar de Tweede Klasse en in 2015 en 2017 werden ook daar kampioenschappen gevierd.  
In 2024 werd grootmeester Loek van Wely aangetrokken als versterking van het eerste team. Dit resulteerde er direct in dat HWP Haarlem in het seizoen 2024/25 kampioen werd van de Eerste Klasse A. In het seizoen 2025/26 zal de Haarlemse club daarom voor het eerst in de geschiedenis uitkomen in de Meesterklasse, het hoogste schaakniveau van Nederland. 

### Toernooien
HWP Haarlem heeft in de geschiedenis veel schaaktoernooien georganiseerd:
- Tussen 1968 en 1990 werd het HWP-vierkamptoernooi georganiseerd.
- Tussen 1992 en 2019 organiseerde HWP jaarlijks het AKN Weekendtoernooi (later hernoemd tot het ROC NOVA College Schaaktoernooi). Van dit weekendschaaktoernooi zijn in totaal 26 edities georganiseerd.
- Sinds 2008 organiseert HWP Haarlem het Karel Kuip-vierkampentoernooi. In 2025 zal de 15e editie worden gehouden.[8]

### Speellokalen
HWP Haarlem heeft in de geschiedenis verschillende speellocaties gehad: Café-Restaurant Suisse aan de Rijksstraatweg 191 (1938-1948), het St. Bavo-gebouw aan de Smedestraat (1948 tot 1955), 't Stoofke in de Stoofsteeg (1955 tot 1963), het parochiehuis van de paters Franciscanen aan de Nieuwe Groenmarkt 10 (1963 tot 1992) en sinds 1992 in de Sociëteit Vereeniging. Externe wedstrijden worden gespeeld in het Denksportcentrum Haarlem.